# Psalam 151
Psalam 151. je kratak psalam, poznat kao Manašeova molitva, i navodno je molitva judejskog kralja Manašea za vrijeme asirskog ropstva. Prihvaćaju ga pravoslavni kršćani kao dio kanona Starog zavjeta. Nalazi se u većini kopija Septuaginte, ali ne i u mazoretskim biblijskim tekstovima. Naziv psalma u Septuaginti ukazuje da je suvišno i nikakav broj nije stajao uz njega pa se smatra kako je broj naknadno dodat kao nastavak psalama kralja Davida, koji se Davidu pripisuje nakon borbe s Golijatom. 
Katolička Crkva, protestanti i većina Židova ubrajaju ga u apokrife.